# 原嘉道
原 嘉道（はら よしみち（かどう）　1867年3月23日（慶応3年2月18日） - 1944年（昭和19年）8月7日）は、日本の官僚、弁護士、法学者、政治家。男爵、法学博士。帝国弁護士会名誉会員。第9代中央大学学長。
田中義一内閣の司法大臣や太平洋戦争開戦当時の枢密院議長を歴任した。

## 生い立ち
1867年3月23日信濃国高井郡小山村（現在の長野県須坂市小山）に原茂作の長男として生まれる。幼名は亀太郎。父は旧須坂藩の足軽小頭を務めたが、もともとは原虎胤の末裔を称する庄屋格の農家の出である。明治維新で秩禄処分後も、農家だったのでさほど生活苦を味わわずに済んだ。

## 陸奥宗光、原敬の引き立て
大学予備門を経て、旧制第一高等学校、1890年（明治23年）帝国大学法科大学（現・東京大学法学部）英法学部を首席で卒業する。同期生に柴田家門（第3次桂太郎内閣文部大臣）、石井菊次郎（第2次大隈重信内閣外務大臣）らがいる。帝国大学在学時には代言人（弁護士）志望であったが、開業資金が無いので農商務省に入省する。農商務省では農商務大臣の陸奥宗光と大臣秘書官だった原敬に出会い、目を掛けられた。農商務省参事官、鉱山監督局の東京、大阪両鉱山監督署長とスピード出世するが、1893年（明治26年）に農商務省を退官している。
第2次伊藤内閣の外務大臣に転じていた陸奥は、原の退官を惜しみ、書簡で埼玉県書記官へ赴任させると原を慰留している。

## 法曹界の重鎮
官吏を辞した原は大学時代から念願であった弁護士となる。1893年（明治26年）4月東京京橋に法律事務所を開き、当時としては珍しい新聞広告まで出した。農商務省時代、鉱山関係の役職に就き、鉱山関連法規を習得していたのが機縁で、福島県富国炭坑事件や長崎県端島炭坑事件鉱山関連の訴訟を手がけ、民事訴訟の花形弁護士として活躍した。また、鳩山和夫、小川平吉、花井卓蔵らとともに日本弁護士協会、国際弁護士協会設立に参加する。法曹界の重鎮となった原は、1911年（明治44年）東京弁護士会長に就任し3期務めた他、第一東京弁護士会会長を2期務めた。この間、三井銀行、三菱銀行、興業銀行、横浜正金銀行などの法律顧問や三井信託取締役、三井報徳会会長をつとめた。さらに東京帝国大学、早稲田大学、中央大学、学習院大学で教壇に立ち商法を講義した。1930年（昭和5年）法相辞任後、中央大学学長として「法科の中央」の基礎を作るなど法学者として尽力した。

## 司法大臣
1920年（大正9年）原敬内閣で陪審法諮問委員に選出される。元来、官僚生活の原点において原敬との関係や原内閣で法制局長官を務めていた横田千之助が原を大審院判事に推挽したことなどにより、立憲政友会と関係を築くことになった。1923年（大正12年）には、司法界の巨頭であり、観念右翼として知られていた平沼騏一郎の主催する国本社に参加、理事に就任する。
1927年（昭和2年）田中義一内閣の司法大臣として入閣する。法相としては、1928年（昭和3年）治安維持法に基づき日本共産党の一斉検挙、すなわち三・一五事件を実施した他、翌1929年（昭和4年）4月16日にも300名余の共産党員を検挙している。また、1928年思想検事を設置、治安維持法を改正し国体変革に対しては最高刑を死刑とする修正条項を追加した。

## 枢密院議長

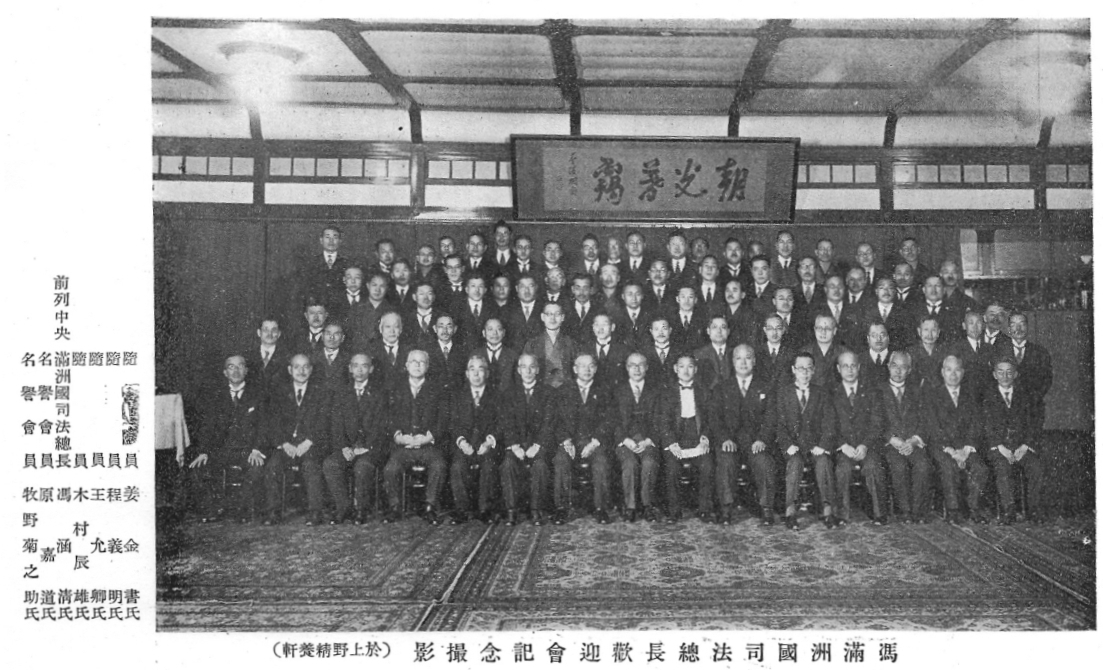
満州国司法部総長馮涵清歓迎会。馮から左へ枢密院原嘉道、大審院長牧野菊之助。

1931年（昭和6年）枢密顧問官となる。1938年（昭和13年）枢密院副議長。1939年（昭和14年）第1次近衛文麿内閣が総辞職し、枢密院議長平沼騏一郎に大命降下となり、後任の枢密院議長には近衛が就任した。1940年（昭和15年）6月近衛が新体制運動のため、枢府を退くと、原は後任として枢密院議長に就任した。同年9月日独伊三国軍事同盟締結について枢密院で審議された際、三国同盟参加に反対、外務大臣の松岡洋右を批判している。1941年（昭和16年）6月独ソ戦が勃発すると7月2日の御前会議において松岡外相とともに対ソ開戦を主張した。9月6日の御前会議では、軍部の作成した帝国国策遂行要領を審議し、原は「外交交渉が主であるのか、戦争準備完整が主であるのか、伺いたい」「この要綱案では戦争が主で、外交が従のように見えるが本当は逆ではないのか」と発言した。昭和天皇は、原の発言を受けて、明治天皇の和歌「四方の海 みなはらからと思ふ世に など波風のたちさわぐらむ」を詠み「私は故明治大帝の平和愛好の御精神を紹述しようと努めている」と発言した。原は内大臣木戸幸一と通じて岡田啓介、米内光政ら重臣たちと連絡を取り戦争回避に努力したが、その努力も虚しく12月8日、日本は太平洋戦争に突入した。

## 死去
戦時下にあって東条内閣の権力集中により、枢密院はその権能を喪失した。
1944年（昭和19年）、枢密院議長在職中に胆嚢炎に罹り東京都麹町の自宅で静養に入る。
同年8月7日、危篤が発表されると、お尋ねとして天皇・皇后より侍従と侍医が遣わされて葡萄酒が下賜される。ついで、勲功により男爵が授けられるとともに、旭日桐花大綬章が授けられた。同日、午後2時30分に死去。享年78歳。葬儀、告別式は築地本願寺で行われた。勅使として侍従が遣わされて、御沙汰書、祭資、幣帛、供物、花を賜った。
戦後、華族制度は廃止されるが、原は日本最後の華族となった。墓所は多磨霊園。

## 栄典
位階
- 1891年（明治24年）12月11日 - 従七位[4]
- 1892年（明治25年）4月18日 - 正七位[4]
- 1927年（昭和2年）
  - 5月2日 - 正四位[4]
  - 12月15日 - 従三位[4][5]
- 1933年（昭和8年）6月15日 - 正三位[4]
- 1938年（昭和13年）7月1日 - 従二位[4]
- 1943年（昭和18年）7月15日 - 正二位[4]

勲章等
- 1919年（大正8年）9月29日 - 金杯一個[4]
- 1927年（昭和2年）4月16日 - 勲三等瑞宝章[4]
- 1928年（昭和3年）
  - 1月20日 - 勲二等瑞宝章[4]
  - 4月21日 - 金杯一組[4]
- 1930年（昭和5年）12月5日 - 帝都復興記念章[4]
- 1934年（昭和9年）4月29日 - 金杯一組[4]
- 1935年（昭和10年）6月11日 - 勲一等瑞宝章[4]
- 1938年（昭和13年）9月14日 - 旭日大綬章[4]
- 1940年（昭和15年）
  - 4月29日 - 銀杯一組[4]
  - 8月15日 - 紀元二千六百年祝典記念章[4][6]
- 1942年（昭和17年）5月5日 - 銀杯一組[4]
- 1944年（昭和19年）8月7日 - 旭日桐花大綬章・男爵[4]

外国勲章佩用允許
- 1934年（昭和9年）3月1日 - 満州帝国大満洲国建国功労章[4]
- 1938年（昭和13年）7月9日 - 満州帝国勲一位柱国章[4]
- 1941年（昭和16年）12月9日 -  満州帝国：建国神廟創建記念章[4]

## 著述
- 講演録『我が弁護士制度の進展と帝国弁護士会の設立』（1-6）、『正義』（巻11-12）。帝国弁護士会（1935-1936）。NCID AN00327857
- 『弁護士生活の回顧』法律新報社、1935　大空社より復刻

## 家族
- 父・原耕作 - 須坂藩士[7]
- 妻・光（1876年生） - 元鶴舞藩士で若松県令の岡村義昌の娘[7]。兄に岡村輝彦
- 長女・富美子（1896年生） - 三菱銀行取締役・林田敏義の妻[8][9]。学習院女学部卒。娘婿に木戸孝彦（木戸幸一二男）。
- 二女・明子（1897年生） - 大野龍太の妻[8]。
- 長男・寛（1911年生） - 東大理学部教授・日本植物学会会長。学習院、東京帝国大学理学部卒。岳父に片山正夫[8]